# Oum Touyour
Oum Thiour , également orthographié Oum et Tieur, est une commune de la wilaya d'El M'Ghair  en Algérie.

## Géographie

### Situation
Le territoire de la commune d'Oum Touyour est situé au nord-ouest de la wilaya à vérifier).
| Ouled Djellal (wilaya de Biskra) | Still      |                           |
| Besbes (wilaya de Biskra)        | Oum Thiour | Hamraia(wilaya d'El Oued) |
|                                  | El M'Ghair |                           |

### Localités de la commune
La commune d'Oum Touyour est composée de deux localités :
- Baadj
- Oum Thiour

## Histoire
Au XIXe siècle, la commune d'Oum Touyour fut une oasis par laquelle différentes caravanes et tribus nomades transitaient. Vers la deuxième moitié du XIXe siècle, la tribu des Selmia fut la première à s'installer dans la région, et tout particulièrement à Oum Touyour qui fut créé en 1857, à la suite du forage du premier puits artésien de la région de Oued Righ.

## Administration et politique
Le maire de la commune est le président de l’Assemblée populaire communale (APC).
| Période | Période | Identité        | Étiquette                                | Qualité |
| ------- | ------- | --------------- | ---------------------------------------- | ------- |
| 2012    | 2012    | Berdjouh Lazhar | Mouvement pour la Société de Paix (MSP)] | P/APC   |